# ان‌اواس
ان‌اواس (انگلیسی: NOS) شرکت رسانه‌ای پرتغالی است، که در سال ۱۹۹۴ تأسیس شد.